# The Duel
"The Duel" es el octavo episodio de la primera temporada de How I Met Your Mother. Se estrenó el 14 de noviembre de 2005.

## Trama
Lily decide llevar a Robin a su apartamento (en el que no ha estado desde hace tres meses), pero cuando llegan descubren que se ha convertido en un restaurante chino llamado Madame Chew's House of Dumplings. Se enteran de que la dueña ha muerto y, como Lily no tenía un contrato de alquiler por escrito, no pueden hacer nada al respecto. Lily incluso ve sus efectos personales todavía allí. Lily y Robin inmediatamente van al apartamento de Ted y Marshall para explicar la situación, y Ted le dice a Lily que puede vivir allí con ellos, "ya que de todas formas, prácticamente ya vives aquí". Barney le advierte a Ted de que las cosas cambiarán con Lily viviendo oficialmente en el apartamento, y finalmente le obligarán a mudarse. Ted no le cree, pero cuando encuentra su vieja cafetera en la basura, reemplazada por la cafetera de Lily, comienza a creer que Barney tiene razón. Se siente aún más amenazado cuando Marshall le dice que quiere colgar los cuadros de Lily en el lugar que ocupan sus dos espadas, que han estado allí desde hace mucho tiempo. Para tratar de reclamar su territorio, Ted comienza a etiquetar toda su comida y luego pide una cabina telefónica inglesa a tamaño real para el apartamento.  Se enzarza en una discusión con Marshall sobre quién debería conservar el apartamento, lo que les lleva a enfrentarse en un duelo con las espadas colgadas en la pared. Ambos consideran este duelo asombroso a pesar de que están peleando por el apartamento. La situación se torna trágica cuando una mesa se rompe por el peso de Marshall, y él resbala y accidentalmente hiere a Lily con la espada. Ya en el hospital, Lily les dice que no quiere vivir allí una vez que estén casados, ya que le parece que es un ambiente demasiado varonil. 
Mientras tanto, Barney ha creado una idea revolucionaria en el mundo de las citas: la Ley Limón. Similar a las leyes limón para los coches usados, la nueva ley de Barney para las citas le da a la persona cinco minutos para decidir si la cita continúa durante el resto de la noche o no. Durante los primeros cinco minutos, pueden cancelar la cita por cualquier motivo, lo que evita tener que pasar una mala noche. Tras aplicar la Ley Limón en dos citas diferentes, Barney dice que se "convertirá en algo". Robin argumenta que lleva más tiempo conocer a las personas, así que Barney la reta a salir con un nerd obsesionado con Star Trek. Barney la llama por teléfono para darle la oportunidad de que haga uso de la Ley Limon, pero ella se niega. El hombre le pregunta si se trataba de una típica llamada falsa del hospital para cancelar la cita, y ella le dice que nunca haría eso. Unos minutos más tarde, recibe una llamada real del hospital diciéndole que Marshall ha apuñalado sin querer a Lily, y se va, sintiéndose culpable, ya que el hombre piensa que es una llamada falsa. En el hospital, Barney revela que su Ley Limón ya se ha convertido en "algo", ya que él mismo ha sido víctima de su propia ley esa misma noche. También se arrepiente de no haberla denominado la "Ley Barney", con lo que habría adquirido fama y reconocimiento. Cuando le dan el alta a Lily en el hospital, van a comer al restaurante chino que se encuentra en lo que era el antiguo apartamento de Lily.

## Música
- Tubthumping por Chumbawamba.